# Luke, Ivanjica
Luke (izvirno srbsko Луке) je naselje v Srbiji, ki upravno spada pod Občino Ivanjica; slednja pa je del Moraviškega upravnega okraja.

## Demografija
V naselju živi 849 polnoletnih prebivalcev, pri čemer je njihova povprečna starost 41,4 let (41,6 pri moških in 41,2 pri ženskah). Naselje ima 305 gospodinjstev, pri čemer je povprečno število članov na gospodinjstvo 3,40.
To naselje je popolnoma srbsko (glede na rezultate popisa iz leta 2002), a v času zadnjih treh popisov je opazno zmanjšanje števila prebivalcev.
|  |

| Demografija | Demografija     | Demografija     |
| Leto        | Št. prebivalcev | Št. prebivalcev |
| ----------- | --------------- | --------------- |
|             |                 |                 |
|             |                 |                 |
|             |                 |                 |
|             |                 |                 |
| 1948        | 1233            |                 |
| 1953        | 1296            |                 |
| 1961        | 1393            |                 |
| 1971        | 1331            |                 |
| 1981        | 1351            |                 |
| 1991        | 1207            | 1176            |
| 2002        | 1042            | 1037            |
|             |                 |                 |

| Etnična sestava po popisu iz leta 2002 | Etnična sestava po popisu iz leta 2002 | Etnična sestava po popisu iz leta 2002 | Etnična sestava po popisu iz leta 2002 | Etnična sestava po popisu iz leta 2002 |
| -------------------------------------- | -------------------------------------- | -------------------------------------- | -------------------------------------- | -------------------------------------- |
| Srbi                                   | Srbi                                   |                                        | 1.037                                  | 100,0%                                 |
| Neznano                                | Neznano                                |                                        | 0                                      | 0,0%                                   |